# روسن بليفنلييف
روسن بليفنلييف (بالبلغارية: Росен Асенов Плевнелиев)‏ (مواليد 14 مايو 1964) هو رئيس لجمهورية بلغاريا في الفترة من 22 يناير 2012 إلى 22 يناير 2017.

## روابط خارجية
- روسن بليفنلييف على موقع الموسوعة البريطانية (الإنجليزية)
- روسن بليفنلييف على موقع مونزينجر (الألمانية)